# Éric Zemmour
Éric Justin Léon Zemmour (wym.ⓘ, ur. 31 sierpnia 1958 w Montreuil) – francuski dziennikarz prasowy, telewizyjny i radiowy, eseista, polemista oraz polityk skrajnie prawicowy. Kandydat w wyborach prezydenckich w 2022.

## Życiorys

### Wczesne życie
Urodził się pod Paryżem w Montreuil. Pochodzi z rodziny francuskojęzycznych Żydów z Algierii (z Blidy i Konstantyny), którzy przybyli do Francji w 1952, podczas wojny algierskiej. Jego rodzice to Roger (1932–2013), technik farmacji i kierowca karetki pogotowia oraz Lucette, z domu Lévy (1936–2010), gospodyni domowa. Dzieciństwo spędził w podparyskim Drancy, a jako nastolatek mieszkał w 18. dzielnicy Paryża.

### Kariera dziennikarska
Ukończył studia w Instytucie Nauk Politycznych w Paryżu. Rozpoczął karierę dziennikarską w prasie codziennej. Pracował dla „Quotidien de Paris” od 1986 do 1994 roku. W 1996 roku wszedł w skład redakcji politycznej dziennika „Le Figaro”, gdzie pracował do 2009 roku, kiedy to został przeniesiony do „Le Figaro Magazine”, w którym pisał felietony (2010–2021). W międzyczasie pisał dla „Marianne” (1997) i „Valeurs actuelles” (1999). Oficjalnym powodem przenosin były jego kontrowersyjne wypowiedzi na łamach innych mediów, jednak w rzeczywistości, z powodu zbyt wysokiego wynagrodzenia w stosunku do skromnego wkładu w pismo. W latach 2013–2014, był felietonistą „Le Spectacle du Monde”. Powrócił do „Le Figaro” w 2013 roku, w którym pracował do września 2021.
Zdobył sławę w połowie lat 2000., gdy zaczął pojawiać się w telewizji, w tym w programach Ça se dispute na kanale I-Télé oraz On n’est pas couché na kanale France 2. Przygotowywał także felietony radiowe dla radiostacji RTL od 2010 do 2019. Jest autorem wielu książek (16 esejów i 3 powieści), które odniosły sukces sprzedażowy we Francji i wzbudziły polemiki.

### Kariera polityczna

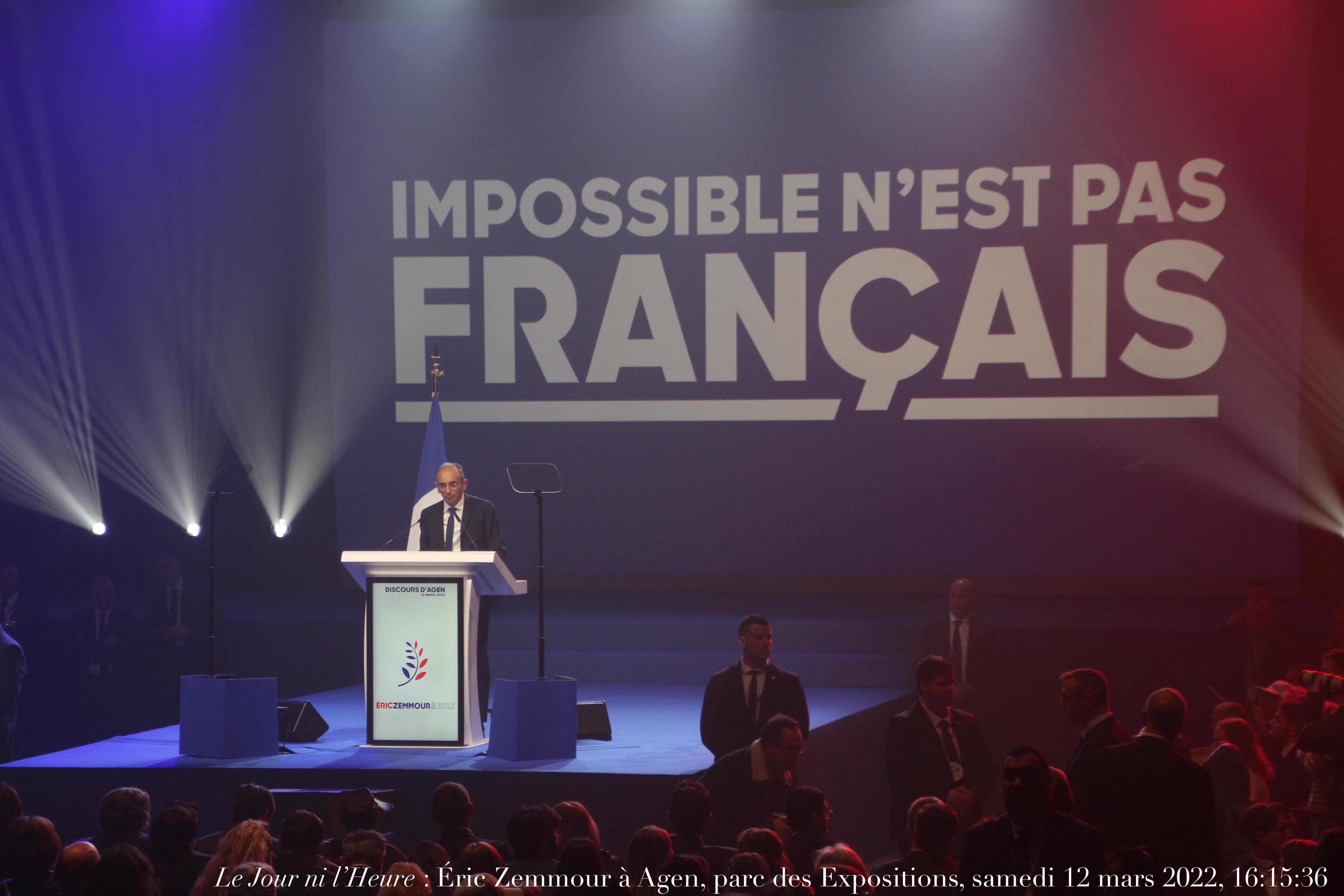
Zemmour podczas kampanii prezydenckiej w marcu 2022

Organizacja Génération Z w 2021 roku promowała jego kandydaturę na prezydenta Francji i zapowiadała jego start w wyborach prezydenckich w 2022 roku. Zemmour oficjalnie ogłosił swój start 30 listopada 2021. W pierwszej turze wyborów, która odbyła się w niedzielę 10 kwietnia 2022, zajął czwarte miejsce z wynikiem 7,07%, pomiędzy Jeanem-Lukiem Mélenchonem i Valérie Pécresse.

## Poglądy
Opowiadał się za zdystansowaniem Francji od Stanów Zjednoczonych i zacieśnieniem relacji z Rosją, a także większą niezależnością od Unii Europejskiej i jej polityki zagranicznej. Zemmour również opowiadał się za wycofaniem się Francji ze zintegrowanego dowództwa wojskowego NATO. Popierał Brexit i głosowanie Wielkiej Brytanii za opuszczeniem Unii Europejskiej. W wywiadzie dla France 5 w styczniu 2022, powiedział, że gdyby pełnił rolę prezydenta Francji, to nie byłoby już żadnych sankcji wobec Rosji. 24 lutego 2022, w odpowiedzi na pytanie Agence France-Presse, biuro kampanii wyborczej Zemmoura stwierdziło, iż „jednoznacznie potępia rosyjską interwencję wojskową, która rozpoczęła się wczoraj wieczorem na Ukrainie”.

## Publikacje

### Eseje
- Balladur, immobile à grands pas. Paryż: Éditions Grasset, 1995. ISBN 978-2-246-48971-9. Brak numerów stron w książce
- Le Coup d’État des juges. Paryż: Éditions Grasset, 1997. ISBN 978-2-246-52551-6. Brak numerów stron w książce
- Le Livre noir de la droite. Paryż: Éditions Grasset, 1998. ISBN 978-2-246-56251-1. Brak numerów stron w książce
- Une certaine idée de la France. Paryż: France-Empire, 1998. ISBN 978-2-7048-0872-4. Brak numerów stron w książce
- Les Rats de garde avec Patrick Poivre d’Arvor. Paryż: Stock, 2000. ISBN 978-2-234-05217-8. Brak numerów stron w książce
- Chirac, l’homme qui ne s’aimait pas. Paryż: Éditions Balland, 2002. ISBN 978-2-7158-1408-0. Brak numerów stron w książce
- Le Premier Sexe. Paryż: Éditions Denoël, 2006. ISBN 978-2-207-25744-9. Brak numerów stron w książce
- Petit Frère. Paryż: Éditions Denoël, 2008. ISBN 978-2-207-25668-8. Brak numerów stron w książce
- Mélancolie française. Paryż: Fayard, 2010. ISBN 978-2-213-65450-8. Brak numerów stron w książce
- Z comme Zemmour. Paryż: Le Cherche midi, 2011. ISBN 978-2-7491-1865-9. Brak numerów stron w książce
- Le Bûcher des vaniteux. Paryż: Albin Michel, 2012. ISBN 978-2-226-24024-8. Brak numerów stron w książce
- Le Bûcher des vaniteux 2. Paryż: Albin Michel, 2013. ISBN 978-2-226-24541-0. Brak numerów stron w książce
- Le Suicide français. Paryż: Albin Michel, 2014. ISBN 978-2-226-25475-7. Brak numerów stron w książce
  - Francuskie samobójstwo. Kraków: Biały Kruk, 2022. ISBN 978-83-7553-332-3. Brak numerów stron w książce
- Un quinquennat pour rien. Paryż: Albin Michel, 2016. ISBN 2-226-32008-3. Brak numerów stron w książce
- Destin français. Paryż: Albin Michel, 2018. ISBN 978-2-226-32007-0. Brak numerów stron w książce
- La France n’a pas dit son dernier mot. Paryż: Rubempré, 2021. ISBN 978-2-9579305-0-0. Brak numerów stron w książce
  - Francja nie powiedziała ostatniego słowa. Warszawa: Wszystko co Najważniejsze, 2021. ISBN 978-83-67182-00-3. Brak numerów stron w książce

### Powieści
- Le Dandy rouge. Paryż: Plon, 1999. ISBN 978-2-259-19058-9. Brak numerów stron w książce
- L’Autre. Paryż: Éditions Denoël, 2004. ISBN 978-2-207-25496-7. Brak numerów stron w książce
- Petit Frère. Paryż: Éditions Denoël, 2008. ISBN 978-2-207-25668-8. Brak numerów stron w książce